# Magomiet Botaszew
Magomiet Abdurzakowicz Botaszew (ros. Магомет Абдурзакович Боташев, ur. 5 maja 1921 w Churzuku w Karaczajewskim Okręgu Narodowościowym, zm. 6 maja 2006) – radziecki działacz partyjny i państwowy.

## Życiorys
Do 1939 studiował w Tbiliskim Instytucie Industrialnym, 1939–1945 służył w Armii Czerwonej, od 1942 należał do WKP(b). Ukończył Taszkencki Instytut Inżynierów Transportu Kolejowego, był sekretarzem Karaczajewskiego Komitetu Miejskiego KPZR, słuchaczem Wyższej Szkoły Partyjnej przy KC KPZR i przewodniczącym Karaczajo-Czerkieskiej Obwodowej Komisji Planowania. Do 1964 był II sekretarzem Komitetu Obwodowego KPZR Karaczajo-Czerkieskiego Obwodu Autonomicznego, od 1964 do marca 1979 przewodniczącym Komitetu Wykonawczego Obwodowej Rady Karaczajo-Czerkieskiego Obwodu Autonomicznego, 1979–1989 zastępcą przedstawiciela handlowego ZSRR w Polsce, 1989 przeszedł na emeryturę. Był odznaczony Orderem „Za zasługi dla Ojczyzny” II klasy (1997), Orderem Przyjaźni (2001) i siedmioma innymi orderami.